# Бессонница (мультфильм)
Бессонница (латыш. Bezmiegs) — мультипликационный фильм режиссёра Владимира Лещёва, снятый на студии Rija (Латвия) в 2004 году. Премьера фильма состоялась в Риге 12 июня 2004 года.

## Сюжет
Состояние между сном и бодрствованием, показанное ассоциативным языком изобразительного искусства.

## Съёмочная группа
- Автор сценария и режиссёр-постановщик: Владимир Лещёв
- Продюсер: Вилнис Калнаэллис
- Аниматоры: Владимир Лещёв, Тайга Зиле, Иева Шмите, Илга Вевере, Дита Масена, Татьяна Лебедева, Илзе Залене
- Художники: Лаура Блума, Лайма Пунтуле, Винета Крастиня, Парсла Мауриня, Диана Янеле, Владимир Лещёв, Дана Загере, Илзе Абика, Лита Лиепа, Дина Янсоне, Велта Кешане, Сармите Гулбе
- Кинооператор: Янис Милбретс
- Композитор и звукорежиссёр: Гиртс Бишс

## Награды
- Победитель в номинации «Лучший анимационный фильм» на кинофестивале «Большой Кристап» (2005)
- Специальный Приз жюри на анимационном фестивале в Хиросиме (International Animation Festival Hiroshima, 2006)